# フィアット・アルジェンタ
アルジェンタ (ARGENTA)は、フィアットが製造販売していた自動車である。

## 概要
1981年5月、販売を開始した。
1984年にはマイナーチェンジを受け、ウーノ同様にフロントグリルに5本の縦縞が与えられ、フロントトレッドを40mm拡大、リアサスペンションにアンチロールバーが追加されるなど、再び操縦性改善が図られた。また新エンジンとしてフィアット初のターボディーゼル（2,435cc 90馬力）と131ヴォルメトリーコ・アバルト・ランチア・ベータと共通のスーパーチャージャー付きガソリンエンジン(1,995cc 135馬力)を搭載した「アルジェンタ・VX」が追加された。
アルジェンタは、当時のフィアット輸入元の一つであった近鉄モータースによってDOHC 2,000cc・3ATモデルが1982年頃に少数ながら輸入された。

## 車名
「ARGENTA (アルジェンタ)」は、イタリア語で「銀」を意味する。